# Старое (Сокольский район)
Старое — деревня в Сокольском районе Вологодской области.
Входит в состав Пельшемского сельского поселения, с точки зрения административно-территориального деления — в Пельшемский сельсовет.
Расстояние по автодороге до районного центра Сокола — 40 км, до центра муниципального образования Марковского — 5 км. Ближайшие населённые пункты — Поповское, Исаково, Омельшино.
По переписи 2002 года население — 2 человека.